# Pagodacsiga
A pagodacsiga vagy hullámosszájú pagodacsiga (Pagodulina pagodula) Európa erdeiben élő, kis szárazföldi csigafaj.

## Megjelenése
A pagodacsiga kis méretű faj, házának magassága 2,8-3,3 mm, szélessége 1,8-2,2 mm. A ház tojás formájú. Szaruszínű felületének finom, éles redőzete selymes fényt biztosít. Szájadékának külső oldalán egy hullámszerű beöblösödés figyelhető meg. Köldöke zárt.
Három elismert alfaja van:
- P. pagodula pagodula - Franciaország (Dordogne)
- P. pagodula principalis Klemm, 1939 - Északkeleti-Alpok, Nyugati-Kárpátok
- P. pagodula altilis Klemm, 1939 - a Keleti-Alpok és a Nyugati-Kárpátok határán

## Elterjedése
Európában három nagyobb elterjedési területe van: Közép-Franciaország, keleten egészen Elzászig; az Alpok északkeleti része (Berchtesgaden és a Bécsi-erdő között); a Délkeleti-Alpoktól Görögországig. Szigetszerű populációi élnek Lengyelországban (csak egy helyen a Kárpátokban), Dél-Olaszországban (Calabriában) és Magyarországon.

## Életmódja
A sötét, árnyékos élőhelyeket kedveli, többnyire az erdők avarjában lehet rátalálni.
Magyarországon védett, természetvédelmi értéke 5 000 Ft.